# Куланутпеський сільський округ
Куланутпе́ський сільський округ (каз. Құланөтпес ауылдық округі, рос. Куланутпесский сельский округ) — адміністративна одиниця у складі Нуринського району Карагандинської області Казахстану. Адміністративний центр — село Куланутпес.
Населення — 336 осіб (2021; 448 у 2009, 1087 у 1999, 1594 у 1989).
Станом на 1989 рік існувала Куланутпеська сільська рада (села Актобек, Куланутпес, Нигман, Отарбай) у складі Кургальджинського району Цілиноградської області. 2007 року було ліквідовано село Отарбай.

## Склад
До складу округу входять такі населені пункти:
| Населений пункт  | Населення, осіб (1989) | Населення, осіб (1999) | Населення, осіб (2009) | Населення, осіб (2021) |
| ---------------- | ---------------------- | ---------------------- | ---------------------- | ---------------------- |
| Актубек, село    | 397                    | 350                    | 110                    | 37                     |
| Куланутпес, село | 636                    | 446                    | 236                    | 208                    |
| Нигман, село     | 314                    | 172                    | 102                    | 91                     |
| Отарбай, село    | 247                    | 119                    | -                      | -                      |